# Metavelifer multiradiatus
Metavelifer multiradiatus är en fiskart som först beskrevs av Regan, 1907.  Metavelifer multiradiatus ingår i släktet Metavelifer och familjen Veliferidae. Inga underarter finns listade i Catalogue of Life.